# Aspern
Aspern è un ex comune austriaco indipendente. Dal 1904 è divenuto un quartiere della città di Vienna, nel distretto di Donaustadt. Fa parte del 22º quartiere catastale di Vienna. Una piccola parte del suo territorio rientra nel distretto di Leopoldstadt.

## Storia
La zona di Aspern è uno dei più antichi insediamenti di Vienna. Esso risulta citato per la prima volta come Asparn in un documento ufficiale del 1258.
Sia durante l'Assedio di Vienna del 1529, che in quello culminato nella battaglia di Vienna del 1683, Aspern subì pesanti distruzioni.
Nel periodo napoleonico, durante la guerra della quinta coalizione, Aspern fu teatro della battaglia di Aspern-Essling, combattuta nel suo territorio tra il 21 ed il 22 maggio 1809 fra le truppe napoleoniche, comandate dallo stesso imperatore francese e quelle austriache, al comando dell'arciduca Carlo.
Nel 1904 Aspern perse lo status di comune indipendente e divenne parte del nuovo 21º distretto di Vienna, passando al 22º in Groß-Enzersdorf, parte della cosiddetta Grande Vienna, nel 1934. Dal 1954 appartiene al distretto di Donaustadt.
Nel 1912 venne aperto l'aeroporto, che fino allo scoppio della seconda guerra mondiale fu un centro sia per voli civili che militari. Dopo la guerra esso fu utilizzato dalle truppe di occupazione sovietiche. Nel 1977 l'aeroporto fu chiuso. Dal 2001 viene utilizzato come base di elicotteri destinati all'elisoccorso.
Dal 2010 Aspern è stata raggiunta dalla metropolitana di Vienna.